# Pontefract
Pontefract ist eine Mittelstadt im Borough City of Wakefield der englischen Grafschaft West Yorkshire. Sie hatte 2001 gemäß Volkszählung insgesamt 28.250 Einwohner.

## Geographie
Pontefract liegt etwa 18 Kilometer südöstlich von Leeds in der Nähe des Knotenpunkts der Autobahnen M62 und A1(M). Der Boden in der Umgebung der Stadt ist sandig und tiefgründig, was den Anbau von Lakritze ermöglicht, der Untergrund besteht aus Sandstein.

## Geschichte
Der Name der Stadt leitet sich vom lateinischen pons fractus („zerbrochene Brücke“) ab. Lokal wird sie auch kurz Ponte oder Ponty genannt, zu Zeiten Elizabeths I. Pomfret (so auch in Werken Shakespeares). Pontefracts Leitspruch lautet Post mortem patris pro filio (lat. „Nach dem Tode des Vaters für den Sohn“), der an die royalistische Haltung der Stadt im Englischen Bürgerkrieg erinnert.
Bei Bauarbeiten wurden 2007 bei Pontefract Reste eines jungsteinzeitlichen Henge entdeckt.

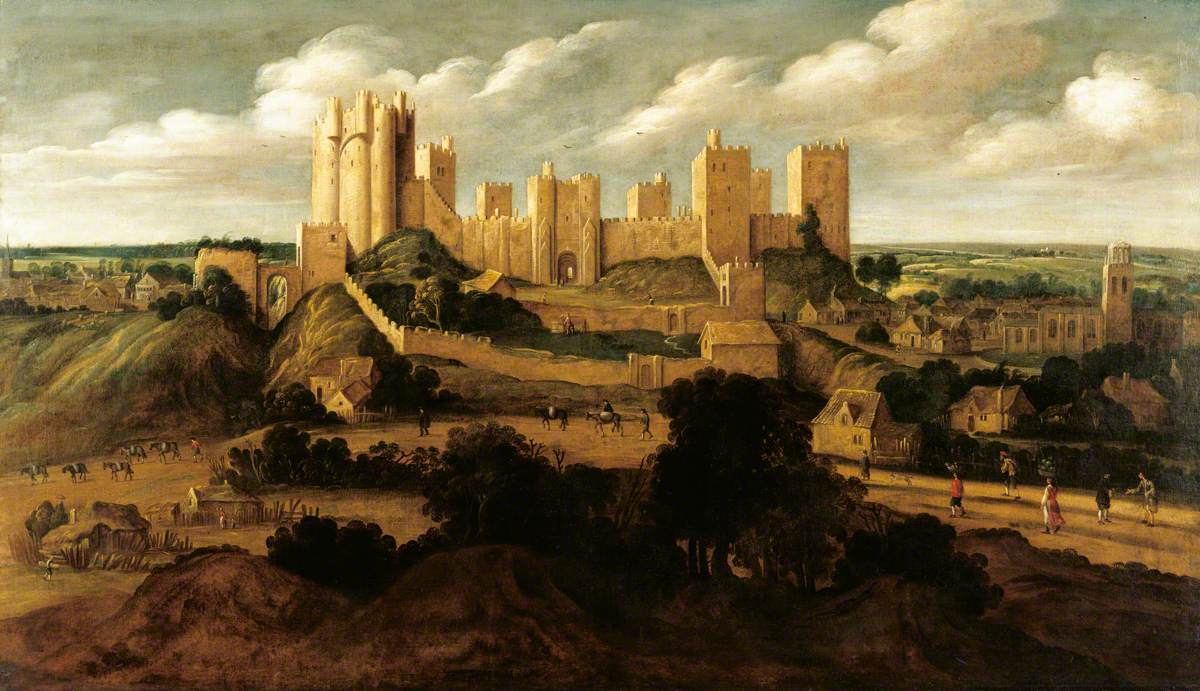
Darstellung von Pontefract Castle (um 1620)

Die heutige Stadt Pontefract entstand aus der an einer alten römischen Straße gelegenen Siedlung Tanshelf, die 947 in der Angelsächsischen Chronik und 1086 im Domesday Book Erwähnung fand, und dem nahegelegenen Kirkby in der Nähe eines Übergangs über den Fluss Aire. Pontefract selbst wird im Domesday Book nicht genannt, sondern erst vier Jahre später als Pontefracto. Im Mittelalter entwickelte sich Pontefract zur Marktstadt.
Schon um 1070 ließ der normannische Adlige Ilbert de Lacy Pontefract Castle errichten. Sie galt als eine der stärksten Befestigungsanlagen ganz Englands. Im Jahre 1400 starb Richard II. auf der Burg; vermutlich wurde er ermordet oder starb durch Suizid.
Um 1090 wurde Pontefract Priory, ein Kloster der Cluniazenser, von Robert de Lacy gegründet und dem Evangelisten Johannes geweiht. Auf königlichen Befehl wurde es 1539 aufgelöst.
Im Englischen Bürgerkrieg erlebte die Burg, die Oliver Cromwell als eine der stärksten Befestigungen in England ansah, drei Belagerungen. Während dieser Zeit verarmte Pontefract und verlor Einwohner. Als die Parlamentarier 1649 schließlich Pontefract Castle einnahmen, richteten die Bürger der Stadt aus Furcht vor weiteren Kämpfen die Bitte um Zerstörung der Burg an die Eroberer, der noch im gleichen Jahr nachgekommen wurde. Heute sind nur noch Ruinen erhalten.

## Kultur und Sehenswürdigkeiten
Bekannt ist die Stadt vor allem für ihre Lakritze, die als regionale Spezialität in Scheibenform mit aufgeprägtem Stadtwappen als Pontefract Cake verkauft wird, sowie die regelmäßig stattfindenden Pferderennen.

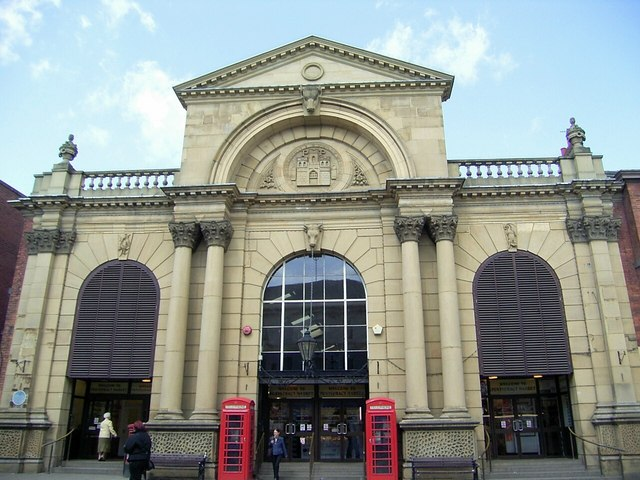
Markthalle von Pontefract (2007)

Pontefract hat einen überdachten Markt, der täglich außer an Sonntagen und Donnerstagnachmittagen geöffnet ist. Pontefract Museum befindet sich in einer früheren von Andrew Carnegie gestifteten Bibliothek. Unter dem Pontefract General Hospital befindet sich eine ehemalige Einsiedelei, die an bestimmten Tagen besichtigt werden kann. Das Rathaus wurde 1745 errichtet. Anstelle der im Englischen Bürgerkrieg beschädigten Allerheiligen-Kirche wurde eine neue innerhalb der alten Kirchenmauern gebaut.

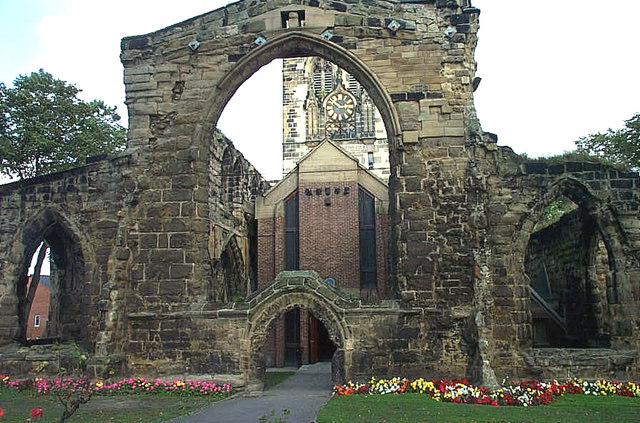
Neue Kirche innerhalb der Mauern des Vorgängerbaus

In Pontefract gibt es mit Carleton Community High School und The King’s School zwei weiterführende Schulen sowie mit NEW (North East Wakefield) College Pontefract ein College zum Erwerb von Advanced Level-Qualifikationen.

## Wirtschaft und Verkehr
Obwohl in Pontefract keine Lakritze mehr angebaut wird, gibt es dort noch zwei Betriebe, die sie verarbeiten. Diese gehören zu Haribo bzw. zu Monkhill Confectionery (Teil der Cadbury-Gruppe).
Im nahegelegenen Ferrybridge befindet sich ein mit Steinkohle beheiztes Großkraftwerk. Der Kohlebergbau in der Region wurde jedoch größtenteils in den 1990er Jahren eingestellt.
Pontefract hat drei Bahnstationen:
- Pontefract Monkhill an den Strecken der Pontefract Line nach Castleford, Knottingley und Goole sowie Wakefield, hier halten auch Fernzüge zwischen Bradford und London King’s Cross
- Pontefract Tanshelf an der Pontefract Line nach Wakefield (Strecke 1992 wiedereröffnet, nur werktags in Betrieb)
- Pontefract Baghill an der Dearne Valley Line zwischen York und Sheffield

Nordwestlich und östlich der Stadt befinden sich Auffahrten auf die Autobahn M62, südöstlich besteht Anschluss zur Straße A1(M), die nördlich davon aur Autobahn ausgebaut ist. Die etwa von Süden nach Norden, von der A1 nach Castleford, verlaufende Straße A639 folgt dem Verlauf einer Römerstraße, sie wird in Pontefract von der Straße A645 gekreuzt, die Teil einer Verbindung zwischen Wakefield und Goole ist.
Regelmäßiger Busverkehr besteht in die meisten Orte der Umgebung sowie nach Barnsley, Doncaster, Leeds, Selby und Wakefield. Der zuständige Verkehrsverbund ist West Yorkshire Metro.

## Persönlichkeiten
- Charles Coleman (1807–1874), Kunstmaler
- Charles Pears (1873–1958), Maler, Illustrator und Plakatkünstler
- Jane Collins (* 1962), Politikerin
- Darren Appleton (* 1978), Poolbillardspieler
- Kelly Fisher (* 1978), Poolbillard- und Snookerspielerin
- Jamie Davis (* 1981), Schauspieler
- Toby Kebbell (* 1982), Schauspieler
- Paul Green (* 1983), Fußballspieler
- Lauren Siddall (* 1984), Squashspielerin
- Zak Hardaker (* 1991), Rugby-League-Spieler
- Max Litchfield (* 1995), Schwimmer
- Sam Todd (* 2003), Squashspieler